# Aztèques d’Asbestos
Die Aztèques d’Asbestos (englisch Asbestos Aztecs) waren eine kanadische Eishockeymannschaft aus Asbestos, Québec. Das Team spielte von 1997 bis 2003 in der Québec Semi-Pro Hockey League.

## Geschichte
Die Mannschaft wurde 1997 als Franchise der Québec Semi-Pro Hockey League gegründet. In dieser kamen sie in den sechs Jahren ihres Bestehens nie über den dritten Platz in der regulären Saison hinaus. Von 2000 bis 2002 lief der Club unter dem Namen Dubé d’Asbestos auf. Im Anschluss an ihre einzige Play-off-Teilnahme in der Saison 2002/03, in der es bereits in der ersten Runde scheiterte, wurde das Team aufgelöst.

## Team-Rekorde

### Karriererekorde
Spiele: 125  Louis-Philippe Biron
Tore: 91  Richard Gravel
Assists: 91  Richard Gravel
Punkte: 182  Richard Gravel
Strafminuten: 593  Louis-Philippe Biron